# Trachusa notophila
Trachusa notophila là một loài Hymenoptera trong họ Megachilidae. Loài này được Thorp & Brooks mô tả khoa học năm 1994.